# Aconura duffelsi
Aconura duffelsi är en insektsart som beskrevs av Dlabola 1984. Aconura duffelsi ingår i släktet Aconura och familjen dvärgstritar. Inga underarter finns listade i Catalogue of Life.